# ŁKS Łódź
ŁKS Łódź är en polsk fotbollsklubb från Łódź i Polen. Laget har vunnit polska ligan två gånger. Man har också vunnit polska cupen en gång. ŁKS Łódź's största rival är Widzew Łódź som också är från Łódź. Fansen från ŁKS kallar sig för de "riktiga Łódź-borna" då stadsdelen Widzew består av många som flyttat in till Łódź på senare år.

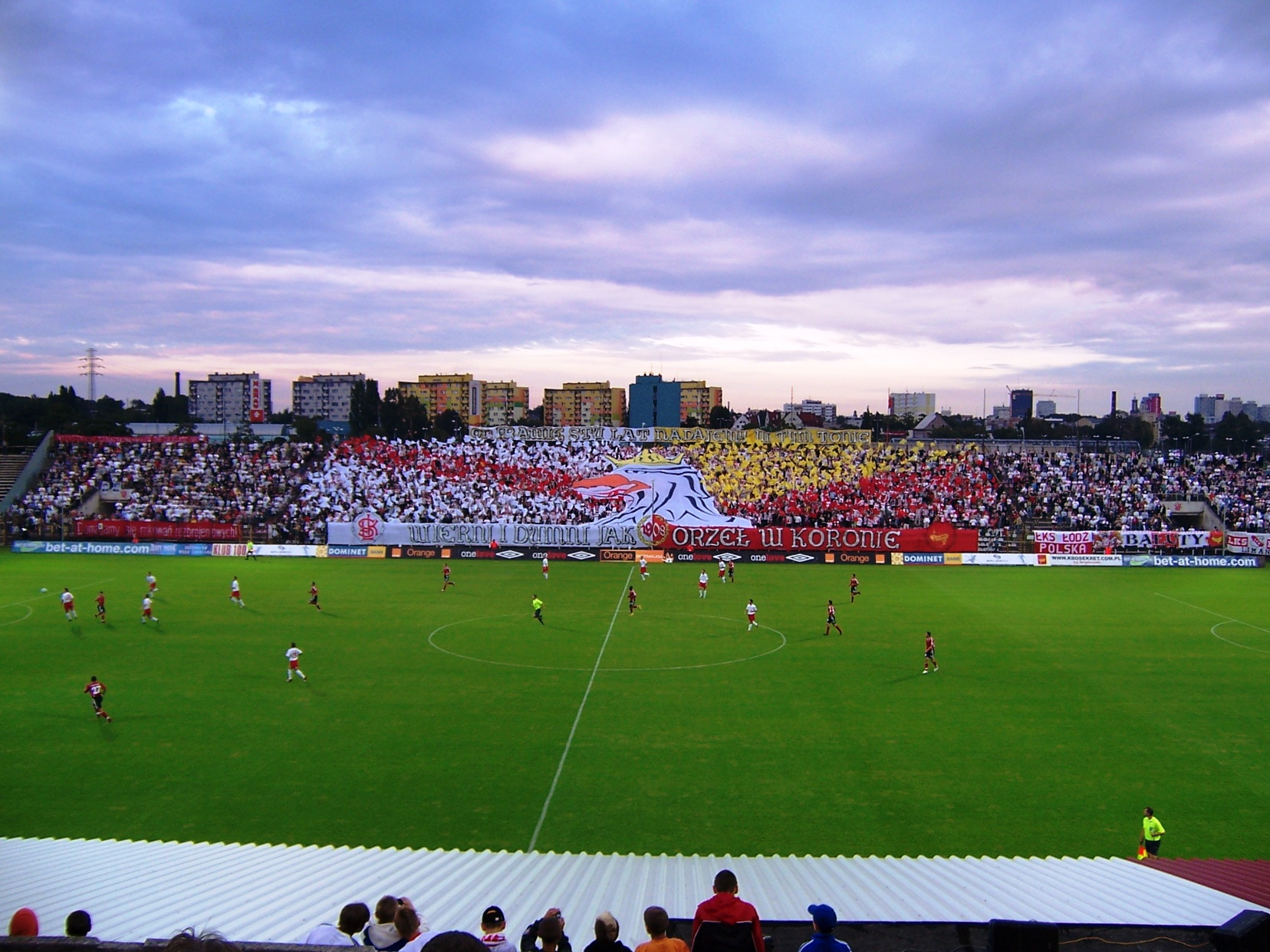
Stadion MOSiR (Łódź)

## Meriter
- Polska mästare: 1958, 1998
- Polska Cupen: 1957

## Kända spelare
- Maciej Bykowski
- Kazimierz Deyna
- Radosław Matusiak
- Paulinho
- Marek Saganowski
- Henryk Szczepański
- Igor Sypniewski
- Jan Tomaszewski